# Palais de la Minerve
Le palais de la Minerve (en italien : Palazzo della Minerva) est un palais situé au nord de la place de la Minerve, dans la rione Pigna de Rome. Il s'agit d'un ancien couvent dominicain qui a longtemps abrité le siège du Collegio Pontificio Americano del Sud. Acquis en 1991 par le Sénat italien, il abrite depuis 2003 la Bibliothèque du Sénat.  

## Histoire
Sur le côté droit de la basilique Santa Maria sopra Minerva se trouve le palais, abritant l'ancien couvent dominicain construit dans la seconde moitié du XVIe siècle par Vincenzo Giustiniani, maître général de l'ordre. Le complexe formé par l'église et le couvent était la forteresse centrale des dominicains, qui, pour leur ardeur à se défendre contre l'hérésie, étaient connus sous le nom de « Domini canes » (« Chiens du Seigneur » en latin). Le palais lui-même a été agrandi entre 1638 et 1641 et est devenu un immense complexe transformé en siège de la congrégation du Saint-Office, qui y a tenu ses réunions hebdomadaires et aussi ses jugements (dans ladite Salle Galiléenne, dont le nom fait référence au célèbre jugement de Galilée, condamné ici en 1633 à abjurer sa théorie héliocentrique). De nouvelles réformes ont été faites au XIXe siècle par l'architecte Andrea Busiri Vici sur ordre du pape Pie IX, qui a destiné le palais à être le siège du Collège pontifical américain, comme le montre l'inscription sur le portail. 

Après la prise de Rome (1870), le palais fut confisqué par l'État italien, qui y installa le Ministero della Pubblica Istruzione, le Della Ricerca Scientifica and Tecnologica e delle Poste. Le bâtiment abrite depuis 2003 la Bibliothèque du Sénat italien. 

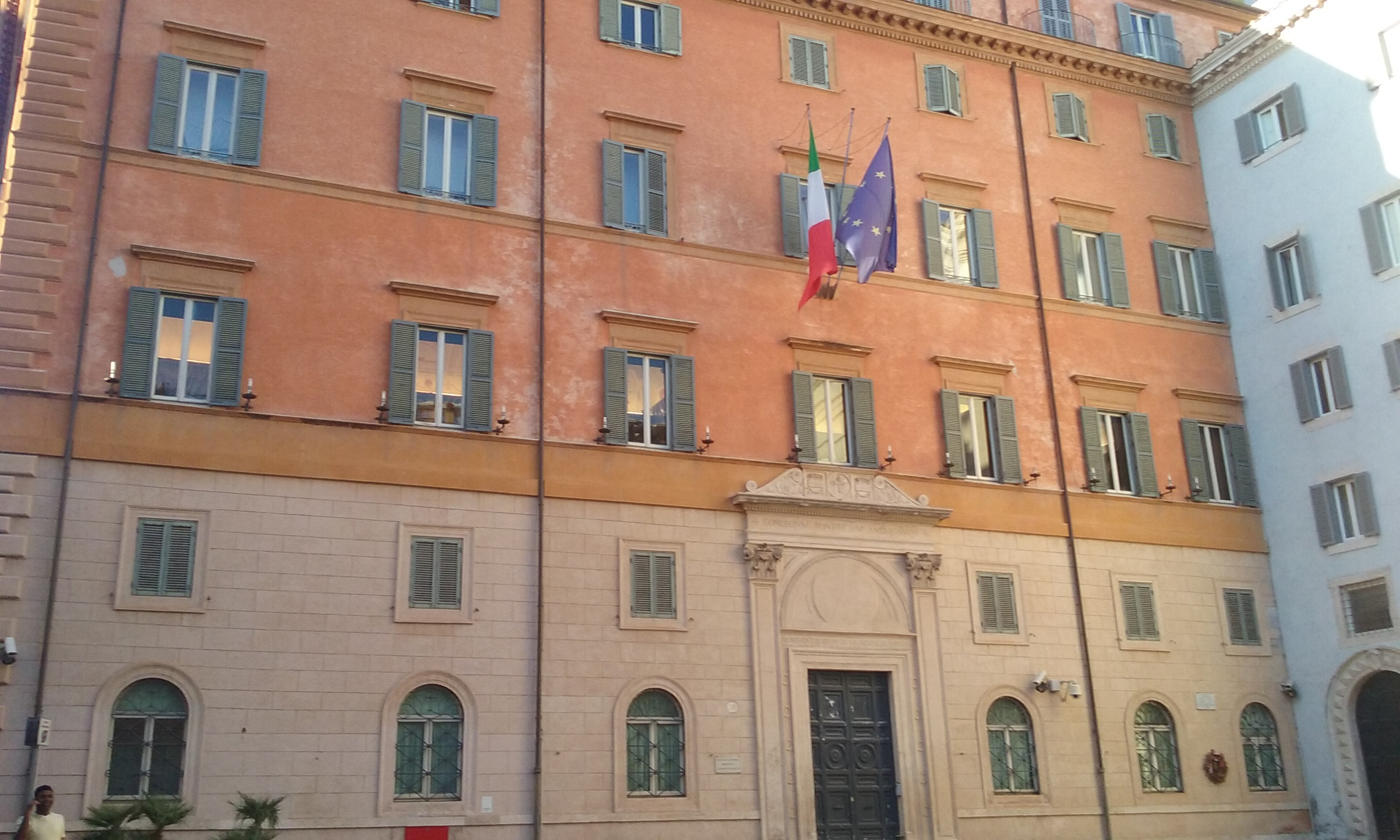
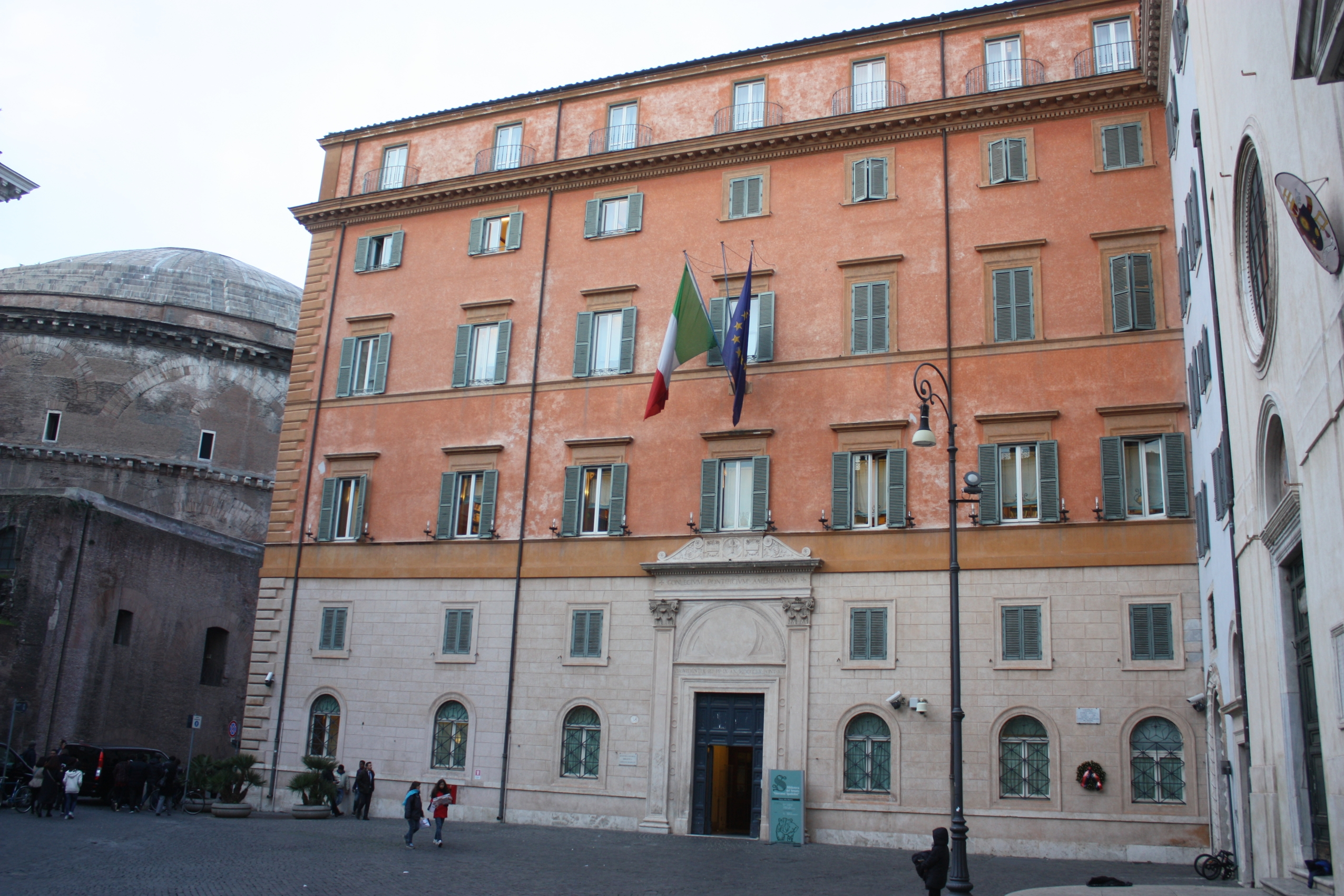